# Ryżanówka
Ryżanówka – miejscowość na Ukrainie, położona 150 km na południe od Kijowa i 18 km na zachód od Zwinogródka (stolicy obwodu). Miejsce usytuowania licznych kurhanów scytyjskich, z których najsłynniejszym jest tzw. Wielki Kurhan Ryżanowski, znajdujący się ok. 6 km na południe od miejscowości.

## Historia badań
Wielki Kurhan Ryżanowski badany był od 1884. Początkowe prace, wykonywane przez archeologa amatora, miejscowego lekarza Juliana Talko-Hryncewicza nie przyniosły spodziewanych efektów. Pozostawiony przez niego niezasypany wykop uległ obsunięciu, odsłaniając głęboką jamę, przez którą miejscowi chłopi dostali się do wnętrza grobowca, grabiąc częściowo jego zawartość. Po stwierdzeniu faktu odkrycia grobowca i grabieży, kurhan został zabezpieczony, a zagrabione zabytki (prawdopodobnie nie wszystkie) odkupione od miejscowych chłopów, Talko-Chryncewicz wysłał do Krakowa z prośbą o przysłanie zawodowego archeologa do przeprowadzenia profesjonalnych wykopalisk. Prace te podjął w 1887 Gotfryd Ossowski, pierwszy kustosz Muzeum Starożytności Krajowych Akademii Umiejętności w Krakowie (z której to instytucji powstało obecne Muzeum Archeologiczne w Krakowie). Grobowiec zawierał pochówek kobiety. Zabytki pozyskane podczas tych badań zostały odesłane do Krakowa. W 1888 Ossowski opublikował wyniki swoich badań. W 1890 eksplorację kurhanu, połączoną z weryfikacją wyniku polskich badań, przeprowadził rosyjski archeolog Dymitr Samokwasow. Odkryty przez Polaków grobowiec określił on prawidłowo jako grobowiec boczny i wysunął przypuszczenie o obecności jeszcze komory głównej pod nasypem kurhanu. Następny etap prac miał miejsce w latach 90. XX wieku. W latach 1995–1998, na stanowisku pracowała polsko-ukraińska wyprawa badawcza pod kierownictwem Jana Chochorowskiego z Instytutu Archeologii UJ i Siergieja Skorego z Instytutu Archeologii Narodowej Akademii Nauk Ukrainy (NANU). W 1996 odkryty został główny grobowiec, zawierający pochówek męski.

## Budowa grobowca i znaleziska

### Dane ogólne
W latach 80. XIX wieku wysokość kurhanu wynosiła 7,56 m, a w 100 lat później była oceniana na około 5 metrów. Jego średnica wynosiła 40 m. Kurhan otoczony był rowem o szerokości 2–3 m i głębokości 1,5 m, oddzielającym przestrzeń sakralną od otoczenia. Do jej wnętrza prowadziły 2 przejścia w rowie, z których południowo-wschodnie służyło do wejścia konduktu żałobnego do grobowca, a północno-zachodnie – do jego opuszczenia. W okolicach tego ostatniego przejścia koncentrowały się pozostałości żałobnej uczty czy uczt, które wyprawiono na cześć zmarłego władcy.

### Komora główna
Grobowiec główny, odsłonięty w 1996, rozpoczynał się od rozległego (prawie 12 m²) i płytko położonego (2,6 m od powierzchni terenu) szybu wejściowego. Na dnie szybu w oddzielnych jamach znajdowały się pochówki mężczyzny wojownika i jego konia. Pochówek wojownika złożono przy wejściu do komory grobowej, wydrążonym w ściance szybu i zasłoniętym ścianką z dębowych belek. Sama komora grobowa znajdował się na głębokości prawie 4 m i miała powierzchnię prawie 16 m². Jej gliniane ściany udrapowane były białą tkaniną, a podłoga wyłożona była matami z łyka i sitowia. W komorze znajdował się atrapa pieca w formie cokołu z wnęką na palenisko i stożkowatym dymnikiem, wycięta w naturalnym podłożu pośrodku komory grobowej. W komorze spoczywały szczątki 45-50-letniego, jak na ówczesne czasy wysokiego (około 175 cm) mężczyzny, które spoczywały na drewnianych marach na wznak, na posłaniu z trawy, przykryte niedźwiedzim futrem. Mężczyzna był ubrany w charakterystyczny dla Scytów strój, składający się ze spodni w kolorze czerwonym, białego kaftana przewiązanego pasem, włosy zaś miał spięte, typową dla scytyjskich arystokratów, czerwoną przepaską. Na jego szyi spoczywał złoty naszyjnik zakończony figurkami lwów. Badania szkieletu wykazały, że pochowany w kurhanie władca był wytrawnym wojownikiem, wodzem, doświadczonym, praworęcznym łucznikiem, spędzającym znaczną część swojego życia na koniu. Do osobistego wyposażenia zmarłego wodza należały:
- sztylet z rękojeścią okutą złotą blachą,
- sajdak z kompozytowym łukiem refleksyjnym i zapasem strzał (94 sztuki) z grotami z brązu,
- 2 zapasowe kołczany ze strzałami (łącznie 265 sztuk), znajdujące się nad głową i w nogach mężczyzny,
- wiązka 5 dzirytów i włóczni, zawieszonych na ścianie nad jego szczątkami.

Analiza szczątków wykazał, że wódz nie zmarł śmiercią naturalną, ale prawdopodobnie na polu bitwy, uderzony ciężkim przedmiotem w twarz lub wskutek upadku z konia.
Cała komora grobowa przypominała układem izbę mieszkalną z częścią reprezentacyjną i kuchenną z licznymi przedmiotami codziennego użytku oraz pozostawionym pożywieniem (brązowe kotły z jagnięciną i koniną) i napojem dla zmarłego (situla na kumys, amfory z winem). Na podłodze komory, przed tronem władcy w formie charakterystycznych dla Scytów stołeczków-pieńków, spoczywał paradny strój kobiecy, składający się z płaskiego, rozszerzanego ku górze nakrycia głowy (kalatosu) i narzutki-welonu. Cały strój był obszyty 138 złotymi aplikacjami. Przednią część otoku kalatosu zdobiła metopida (złota taśma, pełniąca funkcję diademu), zaś krawędź narzutki obszyty był 34 aplikacjami z przedstawieniami Meduzy – jednej z gorgon. Symbolika tego stroju (przedstawienia tańczących Menad, Gorgony-Meduzy, Satyra) świadczy o tym, że osoba go nosząca pełniła funkcję kapłanki w scytyjskiej odmianie kultu Dionizosa. W sumie bogate wyposażenia głównej komory grobowej zawierało około 600 przedmiotów różnego typu.

### Komora boczna
Prace Ossowskiego w XIX wieku pozwoliły określić budowę grobowca bocznego, należącego prawdopodobnie do właścicielki, złożonego w komorze głównej, paradnego stroju. Rozpoczynał się on od głębokiego pionowego szybu wejściowego, który przechodził w podziemny korytarz (dromos) długości ok. 6 m zakończony komorą grobową. Sama komora, według Ossowskiego, miała plan zbliżony do prostokąta o wymiarach ok. 3,10 × 2,65 m. Jej prawdopodobna wysokość wynosiła ok. 2 m. Była ona podzielona na dwie części: na wyższej, znajdującej się na poziomie podłogi korytarza i tworzącej jakby stopień, spoczywała deska, na której znajdowały się: amfora, misa, zwierciadło i szpila. W drugiej części komory, obniżonej o ok. 40 cm, na posłaniu z mchu i liści nakrytym tkaniną spoczywał szkielet należący do młodej kobiety o wzroście ok. 145 cm, obsypany złotymi ozdobami stanowiącymi aplikacje paradnego stroju (ponad 440 sztuk o łącznej wadze ok. 400 g) oraz klejnoty (złote zausznice, bransolety, pierścienie oraz naszyjnik). Obok spoczywały na ziemi różne naczynia i przedmioty. W sumie w grobie odnaleziono, lub odkupiono od miejscowych włościan, oprócz złotych ozdób także liczne przedmioty z brązu (w tym misę, talerzyk, zwierciadło i szpilę), gliny (amforę na wino, miseczkę, flakonik), fragmenty szydeł kościanych. Zabytki pozyskane podczas badań odesłano do Krakowa, do Akademii Umiejętności.
Podczas późniejszych sondaży Samokwasow odkrył jeszcze kilka przeoczonych przez Ossowskiego złotych blaszek, które obecnie znajdują się w zbiorach Państwowego Muzeum Historycznego w Moskwie. Podczas weryfikacji w 1995 odkryto 6 dalszych złotych aplikacji ze stroju zmarłej oraz złoty pierścień wykonany z monety, statera greckiego miasta Pantikapajon na Krymie, datowanej na lata 310–304 p.n.e. Zabytki te znajdują się obecnie w zbiorach Instytutu Archeologii NANU w Kijowie.

## Datowanie i osoby pochowane
Kurhan datowany jest na drugie ćwierćwiecze III wieku p.n.e. (około 260 p.n.e.). Grobowiec był pochówkiem prawdopodobnie ostatniego władcy północnego odłamu Scytów. Osoby tam pochowane określa się mianem księcia i księżniczkę Scytów. Pochówek kobiety miał miejsce niedługo (najwyżej kilka lat) po pogrzebie mężczyzny. Budując grób kobiecy, wkopano się w istniejący nasyp i po uroczystościach pogrzebowych poszerzono go od strony północno-wschodniej. Obie zmarłe osoby odkryte pod nasypem Wielkiego Kurhanu Ryżanowskiego łączyły za życia prawdopodobnie ścisłe więzi natury rodzinnej lub kulturowej.